# Буличеви
Буличе́ви (рос. Булычевы) — присілок у складі Орловського району Кіровської області, Росія. Входить до складу Орловського сільського поселення.
Населення становить 85 осіб (2010, 90 у 2002).
Національний склад станом на 2002 рік — росіяни 98 %.